# Beimerstetten
Beimerstetten település Németországban, azon belül Baden-Württembergben. Lakosainak száma 2570 fő (2023. december 31.). Beimerstetten Langenau és Dornstadt községekkel határos.

## Népesség
A település népessége az elmúlt években az alábbi módon változott:
| Lakosok száma | 1274 | 1467 | 1712 | 1758 | 1851 | 2197 | 2433 | 2453 | 2536 | 2570 |
|               | 1961 | 1967 | 1974 | 1980 | 1987 | 1993 | 2000 | 2006 | 2013 | 2023 |